# Malick Coulibaly (magistrat)
Pour les articles homonymes, voir Malick Coulibaly et Coulibaly.
Malick Coulibaly, né le 14 octobre 1971 à Bamako, est un magistrat et homme politique malien. Ill fut ministre de la justice du Mali du 25 avril 2012 au 5 septembre 2013, puis du 5 mai 2019 au 27 juillet 2020.

## Biographie
Malick Coulibaly étudie à l'École normale d'administration du Mali où il obtient une maîtrise en droit privé. Il poursuit des études dans les universités françaises de Paris X-Nanterre où il obtient une maîtrise de droit privé général en 1999 et de Montpellier où il obtient successivement un DEA en droit privé fondamental et un doctorat en droit privé et sciences criminelles en 2000 et 2003,.
Malick Coulibaly enseigne le droit à l’université Mandé Bukari d’octobre 2004 à juin 2009 et à la Faculté de sciences juridiques et politique de Bamako.
Il exerce les fonctions de substitut au procureur de la République près le Tribunal de première instance de Kati jusqu’en septembre 2008, où il donne sa démission pour protester contre la non-application d'une décision de justice.
Malick Coulibaly est nommé expert en formation en droit humain au Programme d’appui conjoint des Nations unies à la promotion des droits humains et genre (PCDHG).
Le 25 avril 2012, il est nommé ministre de la Justice, Garde des sceaux, dans le Gouvernement de Cheick Modibo Diarra . Il est reconduit dans ce poste dans le gouvernement d'union nationale de Cheick Modibo Diarra le 20 août 2012 .
Malick Coulibaly a publié plusieurs ouvrages juridiques.
Un statut d'auteur qui le fait parfois confondre avec Malick Coulibaly (écrivain) également Malien.

## Œuvres
- Les voies de recours extraordinaires en droit malien
- La saisie immobilière selon le droit communautaire OHADA
- La criminalité chez l’adolescent au Mali